# قلعة شعبان (بدرانلو)
قلعة شعبان (بالفارسية: قلعه شعبان) هي قرية تقع في إيران في قسم بدرانلو الريفي. يقدر عدد سكانها بـ 215 نسمة بحسب إحصاء 2016.